# Élections sénatoriales de 2014 dans la Somme
Les élections sénatoriales de 2014 dans la Somme ont lieu le dimanche 28 septembre 2014. Elles ont pour but d'élire les trois sénateurs représentant le département au Sénat pour un mandat de six années.

## Contexte départemental
La Somme fait partie des départements appartenant, avant la réforme de l'élection des sénateurs, à la série C. La moitié de cette série, dont les sénateurs ont été renouvelés pour la dernière fois en 2004, a été intégrée à la nouvelle série 1 renouvelée en 2011, l'autre moitié, dont la Somme, rejoint la Série 2 renouvelable en 2014. Les sénateurs sortants ont donc effectué un mandat de 9 ans, prolongé d'un an par le décalage des élections municipales et sénatoriales de 2007. 
Lors des élections sénatoriales du 26 septembre 2004 dans la Somme, trois sénateurs ont été élus au scrutin majoritaire, deux UDF (Marcel Deneux et Daniel Dubois)  et un UMP (Pierre Martin). Marcel Deneux et Pierre Martin ne se représentent pas en 2014, tandis que Daniel Dubois brigue un nouveau mandat. 
Depuis 2004, le collège électoral, constitué des grands électeurs que sont les sénateurs sortants, les députés, les conseillers régionaux, les conseillers généraux et les délégués des conseils municipaux, a été entièrement renouvelé. 
Le corps électoral appelé à élire les nouveaux sénateurs résulte des élections législatives de 2012 qui ont donné trois députés sur cinq à la gauche, les élections régionales de 2010 qui ont conforté la majorité de gauche au conseil régional de Picardie, les élections cantonales de 2008 qui ont fait tomber le département dans l'escarcelle du PS et de 2011 qui ont vu la confirmation de la majorité de gauche au sein de l'assemblée départementale, et surtout les élections municipales de 2014 qui ont vu un net recul de la gauche qui non seulement perd Amiens mais, pour ce qui est des communes de plus de 5 000 habitants, perd également Péronne et Montdidier. Cependant, il faut noter que plus de 60 % du collège électoral du département est constitué de délégués de communes de moins de 1 500 habitants. 
Mais l'évolution la plus significative pour ce qui concerne la Somme tient au changement de mode de scrutin, les départements élisant trois sénateurs étant dorénavant concernés par le scrutin à la proportionnelle avec listes paritaires, ce qui devrait, mécaniquement, faire perdre un siège à la droite qui détenait jusqu'alors les trois sièges de sénateurs du département.

## Sénateurs sortants
| Sénateur | Sénateur      | Parti |
| -------- | ------------- | ----- |
|          | Marcel Deneux | MoDem |
|          | Daniel Dubois | UDI   |
|          | Pierre Martin | UMP   |

## Collège électoral
En application des règles applicables pour les élections sénatoriales françaises, le collège électoral appelé à élire les sénateurs de la Somme en 2014 se compose de la manière suivante :
| Délégués des communes |                        |                       |                       |          |                     |
| | Conseillers municipaux | Délégués / commune    | Communes concernées   | Délégués | % collège électoral |
| Délégués des communes de moins de 9 000 habitants |                        |                       |                       |          |                     |
| - communes de < 100 habitants | 7                      | 1                     | 87                    | 87       | 0,24 %              |
| - communes de < 500 habitants | 11                     | 1                     | 471                   | 471      | 26,43 %             |
| - communes de < 1 500 habitants | 15                     | 3                     | 165                   | 495      | 27,78 %             |
| - communes de < 2 500 habitants | 19                     | 5                     | 19                    | 95       | 5,33 %              |
| - communes de < 3 500 habitants | 23                     | 7                     | 11                    | 77       | 4,32 %              |
| - communes de < 5 000 habitants | 27                     | 15                    | 6                     | 90       | 5,05 %              |
| - communes de < 9 000 habitants | 29                     | 15                    | 6                     | 90       | 5,05 %              |
| Délégués des communes de 9 000 à 29 999 habitants |                        |                       |                       |          |                     |
| - communes de < 10 000 habitants | 29                     | 29                    | 1                     | 29       | 1,63 %              |
| - communes de < 20 000 habitants | 33                     | 33                    | 0                     | 0        | 0,00 %              |
| - communes de < 30 000 habitants | 35                     | 35                    | 1                     | 35       | 1,96 %              |
| Délégués des communes de 30 000 habitants et plus |                        |                       |                       |          |                     |
| - Amiens (133 327 hab.) | 55                     | 184                   | 1                     | 184      | 10,33 %             |
| Délégués des communes bénéficiant des dispositions particulières pour les communes fusionnées |                        |                       |                       |          |                     |
| Conty, Crécy-en-Ponthieu, Crouy-Saint-Pierre, Domléger-Longvillers, Estrées-Mons, Hallencourt, Hescamps, Hornoy-le-Bourg, Lafresguimont-Saint-Martin, Molliens-Dreuil, Namps-Maisnil, Piennes-Onvillers, Poix-de-Picardie, Saint-Germain-sur-Bresle |                        |                       | 14                    | 56       | 3,14 %              |
| Délégués des communes | Délégués des communes  | Délégués des communes | Délégués des communes | 1 709    | 95,90 %             |
| Conseillers généraux | Conseillers généraux   | Conseillers généraux  | Conseillers généraux  | 46       | 2,58 %              |
| Conseillers régionaux | Conseillers régionaux  | Conseillers régionaux | Conseillers régionaux | 19       | 1,07 %              |
| Députés | Députés                | Députés               | Députés               | 5        | 0,28 %              |
| Sénateurs | Sénateurs              | Sénateurs             | Sénateurs             | 3        | 0,17 %              |
| Total | Total                  | Total                 | Total                 | 1 782    | 100,00 %            |

1. ↑  Dans les communes de moins de 9 000 le conseil municipal élit en son sein des délégués dont le nombre dépend de la taille de la commune.
2. ↑  Dans les communes de 9 000 à 29 999 habitants, tous les conseillers municipaux sont délégués. Il n'y a pas de délégués supplémentaires
3. ↑  Dans les communes de plus de 30 000 habitants, tous les conseillers municipaux sont délégués et, en complément, le conseil municipal désigne des délégués supplémentaires à raison d'un par tranche de 800 habitants au-delà de 30 000 habitants
4. ↑  « Dans le cas où le conseil municipal est constitué par application des articles L. 2113-6 et L. 2113-7 du code général des collectivités territoriales relatif aux fusions de communes dans leur rédaction antérieure à la loi n° 2010-1563 du 16 décembre 2010 de réforme des collectivités territoriales, le nombre de délégués est égal à celui auquel les anciennes communes auraient eu droit avant la fusion. » (Code électoral, article L284)

## Présentation des candidats
Les nouveaux représentants sont élus pour une législature de 6 ans au suffrage universel indirect par les grands électeurs du département. Dans la Somme, les trois sénateurs sont élus au scrutin proportionnel plurinominal. Chaque liste de candidats est obligatoirement paritaire et alterne entre les hommes et les femmes. 7 listes ont été déposées dans le département, comportant chacune 5 noms. Elles sont présentées ici dans l'ordre de leur dépôt à la préfecture et comportent l'intitulé figurant aux dossiers de candidature.

### Sans étiquette
| N° | Candidats | Candidats          | Parti | Principales fonctions |
| -- | --------- | ------------------ | ----- | --------------------- |
| 01 |           | Jean-Marie Desachy | DIV   |                       |
| 02 |           | Valérie Bernardeau | DIV   |                       |
| 03 |           | Albert Camia       | DIV   |                       |
| 04 |           | Annie Ducrocq      | DIV   |                       |
| 05 |           | François Rovillain | DIV   |                       |

### Union pour un mouvement populaire
| N° | Candidats | Candidats        | Parti | Principales fonctions         |
| -- | --------- | ---------------- | ----- | ----------------------------- |
| 01 |           | Jérôme Bignon    | UMP   | Conseiller général            |
| 02 |           | Annick Maréchal  | UMP   | Maire de Vauvillers           |
| 03 |           | Guillaume Duflot | UMP   | Conseiller municipal d'Amiens |
| 04 |           | Patricia Poupart | UMP   | Maire de Vironchaux           |
| 05 |           | Philippe Vassant | UMP   | Maire de Roisel               |

### Front national
| N° | Candidats | Candidats           | Parti | Principales fonctions                    |
| -- | --------- | ------------------- | ----- | ---------------------------------------- |
| 01 |           | Nathalie Huiart     | FN    | Conseillère municipale de Cayeux-sur-Mer |
| 02 |           | Yves Dupille        | FN    | Conseiller municipal d'Amiens            |
| 03 |           | Émilie Petit        | FN    |                                          |
| 04 |           | David Martin        | FN    |                                          |
| 05 |           | Marie-Claire Bouvet | FN    |                                          |

### Union de la Gauche
| N° | Candidats | Candidats              | Parti | Principales fonctions                                      |
| -- | --------- | ---------------------- | ----- | ---------------------------------------------------------- |
| 01 |           | Christian Manable      | PS    | Président du conseil général                               |
| 02 |           | Catherine Quignon      | PS    | Conseillère générale, conseillère municipale de Montdidier |
| 03 |           | René Lognon            | PCF   | Conseiller général, maire de Flixecourt                    |
| 04 |           | Annie-Claude Leuliette | PS    | Conseillère régionale, maire de Fressenneville             |
| 05 |           | Jean-Jacques Stoter    | PRG   | Conseiller général, maire de Briquemesnil-Floxicourt       |

### Union des démocrates et indépendants
| N° | Candidats | Candidats        | Parti | Principales fonctions                             |
| -- | --------- | ---------------- | ----- | ------------------------------------------------- |
| 01 |           | Daniel Dubois    | UDI   | Sénateur sortant, conseiller général              |
| 02 |           | Brigitte Fouré   | UDI   | Maire d'Amiens                                    |
| 03 |           | José Sueur       | UDI   | Conseiller général, maire de Rosières-en-Santerre |
| 04 |           | Corinne Gru      | UDI   | Adjointe au maire d'Estrées-Mons                  |
| 05 |           | Jannick Lefeuvre | UDI   | Maire de Lafresguimont-Saint-Martin               |

### Debout la République
| N° | Candidats | Candidats           | Parti | Principales fonctions         |
| -- | --------- | ------------------- | ----- | ----------------------------- |
| 01 |           | Nicolas Lottin      | DLR   | Conseiller général            |
| 02 |           | Nathalie Lucas      | DLR   |                               |
| 03 |           | Philippe Théveniaud | DLR   | Conseiller municipal d'Amiens |
| 04 |           | Yvette Macqueron    | DLR   |                               |
| 05 |           | Marc Müller         | DLR   |                               |

### Divers gauche
| N° | Candidats | Candidats                 | Parti | Principales fonctions                |
| -- | --------- | ------------------------- | ----- | ------------------------------------ |
| 01 |           | Isabelle Demaison         | DVG   | Conseillère générale                 |
| 02 |           | Claude Chaidron           | PCF   | Conseiller général                   |
| 03 |           | Guity Emami-Khoi          | PCF   | Conseillère municipale de Woincourt  |
| 04 |           | Cédric Maisse             | PCF   | Ancien conseiller municipal d'Amiens |
| 05 |           | Emmanuelle Alarcon-Garcia | PG    |                                      |

## Résultats
| Tête de liste                                                         | Tête de liste            | Liste                                | Voix  | %     | Élus |  |
| --------------------------------------------------------------------- | ------------------------ | ------------------------------------ | ----- | ----- | ---- |  |
|                                                                       | Daniel Dubois            | Union des démocrates et indépendants | 731   | 42,01 | 1    |  |
| Liste Daniel Dubois, centre et indépendants                           |                          |                                      | 731   | 42,01 | 1    |  |
|                                                                       | Jérôme Bignon            | Union pour un mouvement populaire    | 451   | 25,92 | 1    |  |
| Une équipe pour toute la Somme                                        |                          |                                      | 451   | 25,92 | 1    |  |
|                                                                       | Christian Manable        | Union de la gauche (PS - PCF - PRG)  | 411   | 23,62 | 1    |  |
| Avec Christian Manable, la Somme unie pour des territoires solidaires |                          |                                      | 411   | 23,62 | 1    |  |
|                                                                       | Nathalie Huiart          | Front national                       | 88    | 5,06  | 0    |  |
| Liste bleu marine pour nos villes et nos villages                     |                          |                                      | 88    | 5,06  | 0    |  |
|                                                                       | Isabelle Demaison        | Divers gauche (PCF - PG)             | 44    | 2,53  | 0    |  |
| Les collectivités territoriales « Un atout citoyen »                  |                          |                                      | 44    | 2,53  | 0    |  |
|                                                                       | Nicolas Lottin           | Debout la République                 | 12    | 0,69  | 0    |  |
| Debout la République                                                  |                          |                                      | 12    | 0,69  | 0    |  |
|                                                                       | Jean-Marie Desachy       | Divers                               | 3     | 0,17  | 0    |  |
| Défense de la Picardie et lutte contre l'invasion des éoliennes       |                          |                                      | 3     | 0,17  | 0    |  |
|                                                                       |                          |                                      |       |       |      |  |
| Suffrages exprimés                                                    | Suffrages exprimés       | Suffrages exprimés                   | 1 740 | 98,75 |      |  |
| Votes blancs                                                          | Votes blancs             | Votes blancs                         | 11    | 0,62  |      |  |
| Votes nuls                                                            | Votes nuls               | Votes nuls                           | 11    | 0,62  |      |  |
| Total                                                                 | Total                    | Total                                | 1 762 | 100   | 3    |  |
| Abstention                                                            | Abstention               | Abstention                           | 19    | 1,07  |      |  |
| Inscrits / participation                                              | Inscrits / participation | Inscrits / participation             | 1 781 | 98,93 |      |  |

## Inscriptions aux groupes parlementaires
| Sénateur | Sénateur          | Parti | Groupe                                    |
| -------- | ----------------- | ----- | ----------------------------------------- |
|          | Christian Manable | PS    | Socialiste                                |
|          | Daniel Dubois     | UDI   | Union des démocrates et indépendants - UC |
|          | Jérôme Bignon     | UMP   | Union pour un mouvement populaire         |